# Wixams
Wixams is een plaats in het bestuurlijke gebied Bedford, in het Engelse graafschap Bedfordshire. Wixams maakt deel uit van de civil parish Wilstead.